# Yuliya Krevsun

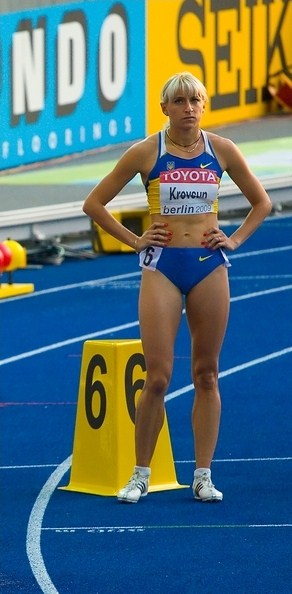
Krevsun

Yuliya Yurivna Krevsun (en ucraniano:  Юлія Юріївна Кревсун, nacida Gurtovenko, Гуртовенко; Vínnitsa, 8 de diciembre de 1980) es una atleta ucraniana especializada en los 800 m, que consiguió correr en 1 min 57 s 32 en las Olimpiadas de Pekín.